# Вронув (Опольське воєводство)
Вронув (пол. Wronów, нім. Frohnau) — село в Польщі, у гміні Левін-Бжеський Бжезького повіту Опольського воєводства.
Населення — 161 особа (2011).
У 1975-1998 роках село належало до Опольського воєводства.

## Демографія
Демографічна структура станом на 31 березня 2011 року:
|          | Загалом | Допрацездатний вік | Працездатний вік | Постпрацездатний вік |
| -------- | ------- | ------------------ | ---------------- | -------------------- |
| Чоловіки | 88      | 22                 | 61               | 5                    |
| Жінки    | 73      | 13                 | 41               | 19                   |
| Разом    | 161     | 35                 | 102              | 24                   |